# Tarboro
Tarboro è una città degli Stati Uniti d'America situata nella Carolina del Nord, nella Contea di Edgecombe, della quale è anche il capoluogo.